# 象 (短編集)
『象』（ぞう、原題：Elephant and Other Stories）は、アメリカの小説家レイモンド・カーヴァーの短編小説集。
1988年5月、37編から成る精選作品集『Where I'm Calling From: New and Selected Stories』（アトランティック・マンスリー・プレス）が出版されると、イギリスのコリンズ・ハーヴィル社は、そのうちの「ニュー・ストーリーズ」部分の7編の短編を独立したかたちで本にした。それが1988年8月4日に刊行された『象、その他の短編』 Elephant and Other Stories である。日本国内で出版された翻訳書のタイトルは『象』であるため、本稿のタイトルもそれにしたがった。
なおカーヴァーが亡くなったのは、本書が出版される2日前の8月2日のことである。

## 内容
|   | タイトル                                                              | 初出（本国）                      | 初出（翻訳）                                                     |
| - | --------------------------------------------------------------------- | --------------------------------- | ---------------------------------------------------------------- |
| 1 | 引越し Boxes                                                          | The New Yorker, February 24, 1986 | 『par AVION』1988年7月6日・Vol.4号                               |
| 2 | 誰かは知らないが、このベッドに寝ていた人が Whoever Was Using This Bed | The New Yorker, April 28, 1986    | 『ささやかだけれど、役にたつこと』 （中央公論社、1989年4月20日） |
| 3 | 親密さ Intimacy                                                       | Esquire, August 1986              |                                                                  |
| 4 | メヌード Menudo                                                       | Granta, No.21 (Spring 1987)       | 『新潮』1989年4月号                                              |
| 5 | 象 Elephant                                                           | The New Yorker, June 9, 1986      | 『新潮』1988年5月号                                              |
| 6 | ブラックバード・パイ Blackbird Pie                                    | The New Yorker, July 7, 1986      |                                                                  |
| 7 | 使い走り Errand                                                       | The New Yorker, June 1, 1987      | 『マリ・クレール』1989年12月号                                   |

1. 「引越し」の『par AVION』掲載時の題名は「箱」だった。

## 日本語版
『THE COMPLETE WORKS OF RAYMOND CARVER 6　象／滝への新しい小径』
中央公論社 / 1994年3月7日 / ISBN 978-4-12-402936-9
翻訳は村上春樹。ジェームズ・D・ヒューストンの「レイの思い出」が収録されている。また付録には飛田茂雄と村上春樹がエッセイを寄せている。
『村上春樹翻訳ライブラリー　象』
中央公論新社 / 2009年1月10日 / ISBN 978-4-12-403513-1
この翻訳ライブラリー版で村上は訳文を大幅に改稿した。